# Нарышкин, Леонид Ильич
Леони́д Ильи́ч Нары́шкин (18 апреля 1894— 1 июля 1974) — советский военачальник, участник Гражданской войны, Конфликта на КВЖД, Великой Отечественной войны, генерал-майор авиации (04.06.1940).

## Биография
Родился в апреле 1894 года. Служил в авиации Российской империи. В РККА перешел добровольно, будучи мотористом в сентябре 1918 года в авиаотряд охраны города Москвы. В гражданской войне участвовал с 1919 года на Северном и Западном фронтах.
Довоенные должности: моторист, летнаб, начальник штаба эскадрильи, авиационной бригады, ВВС округа.
Участник боев на КВЖД 1928—1930 гг. Член ВКП(б) с 1932 года.
С июля 1941 г. заместитель начальника Академии командного и штурмового состава ВВС КА, исполнял одновременно обязанности начальника академии. Организовал становление академии в трудных условиях начала войны, занимался перебазированием академии город Чкалов. В краткие сроки организовал начало обучения командного состава ВВС на новом месте.
С августа 1942 года приступил к исполнению своих обязанностей заместителя начальника Академии командного и штурмового состава ВВС КА.

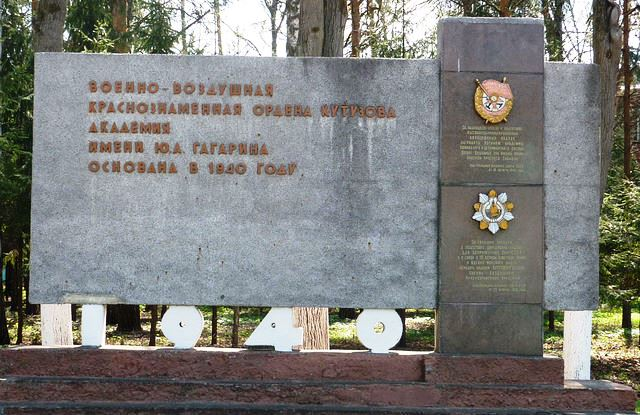
Памятная стела академии

Стажировался в должности начальника штаба 2-й Воздушной армии летом 1943 года. принимал участие в разработке, планировании и проведении оборонительной операции Воронежского фронта и наступательной операции на Белгородском направлении. Разрабатывал вопросы взаимодействия авиации с войсками 5-й танковой и 27-й Армии.

… Генерал Нарышкин в рядах Красной Армии около 25 лет… К своим обязанностям относится добросовестно и с надлежащей заботой и ответственностью. — Начальник Академии генерал-лейтенант Шкуриным
С марта 1944 г. начальник Управления фронтовой авиации в ГВФ, помощник начальника Главного Управления ГВФ. Он вышел на пенсию 28 сентября 1953 года. Скончался 1 июля 1974 г. в Москве. Похоронен на Головинском кладбище.

## Награды
- Орден Ленина (21.02.1945);
- Орден Красного Знамени[2] (13.02.1930 г.)
- Орден Красного Знамени (03.11.1944);

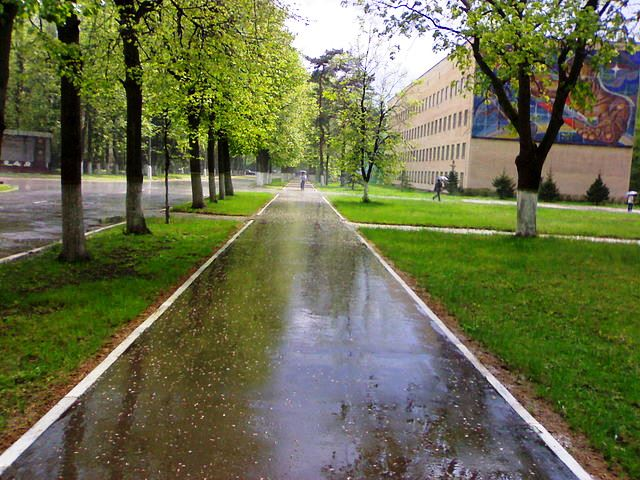
Территория академии

- Орден Красного Знамени (17.05.1951);
- Орден Красной Звезды[3] (01.03.1944 г.)
- Орден «Отечественной войны I степени»[4] (18.08.1945 г.)
- Медаль «За победу над Германией в Великой Отечественной войне 1941—1945 гг.»
- Юбилейная медаль «XX лет Рабоче-Крестьянской Красной Армии» (1938 г.)

## Воинские звания
- Комбриг — 25 апреля 1940 года
- Генерал-майор авиации — 04 июня 1940 года[5]